# Kukanpalli, Koppal
Kukanpalli là một làng thuộc tehsil Koppal, huyện Koppal, bang Karnataka, Ấn Độ.